# Karl Neukauf
Karl Neukauf (* 1982 in Kassel) ist ein deutscher Musiker, Produzent und Liederschreiber.
Neben Gesang und Klavier spielt er Gitarre, Schlagzeug, Bass und Sitar.

## Leben
Seine Tourband „Karl Neukauf & Kolleg:innen“ besteht aus Ilka Posin (Percussion) und Heike Becker (Bass).
Neukauf arbeitete als Instrumentalist bei Konzerten und im Studio  u. a. mit Hansa Czypionka, Wiglaf Droste, Lüül, Sebastian Madsen, Elke Brauweiler, André Herzberg, Dirk Michaelis, Max Richard Lessmann, Corinna Pohlmann und Danny Dziuk zusammen. Er war musikalischer Gast bei der „Reformbühne Heim & Welt“ (u. a. mit Ahne), „Brauseboys“ (u. a. mit Paul Bokowski) und „Frühschoppen“ (u. a. mit Horst Evers). Außerdem schreibt er Theater- und Filmmusik (u. a. Burgtheatersommer Rosslau, Minsk Potsdam und Nationaltheater Lviv, Schneeflöckchen) und komponierte Lieder und vertonte Texte für Judith Hoersch (Mein Leben und ich, Rote Rosen, Lena Lorenz), Saskia Inken Rutner und Manuela Krause. Karl Neukauf ist Bühnenmusiker und Sänger des ersten Berliner Improvisationstheaters „Theatersport Berlin“. 2013 gründete er zusammen mit Manuela Krause das „Chansonfestival Bad Gastein“ bei dem über die Jahre u. a. Miriam Hanika, Kitty Hoff und Henry de Winter auftraten.
Sein Album Karleidoskop hat im Februar 2025 den Preis der Deutschen Schallplattenkritik gewonnen.
Karl Neukauf lebt in Berlin.

## Diskographie

### Solo-Alben
- 2010: Karl Neukauf – Das Album (Timezone)
- 2012: Karl Neukauf – Blaue Erbsen (Timezone)
- 2015: Karl Neukauf – Papperlapapp (Timezone)
- 2018: Karl Neukauf – Hinter Geranien und Gardinen (Timezone)
- 2020: Karl Neukauf -  feat. Ensemble[4]
- 2024: Karl Neukauf - Karleidoskop (Timezone)

### Mit anderen Künstlern
- 2012: Eric Eckhart – Do it together (als Pianist)
- 2013: Saskia Inken Rutner – Frühling in Berlin (als Produzent, Komponist und Pianist)
- 2014: Hans Rohe – Fels ’n’ Schrippe (als Pianist)
- 2014: Roxanne de Bastion - Seeing You EP (als Pianist)
- 2014: Ljiljana Petkovic Orchestra - Auf der Kaiserpromenade (als Komponist und Instrumentalist)[5]
- 2015: SIR - Statt Hollywood schaukeln (als Produzent, Komponist, Pianist und Gitarrist)  (Timezone)
- 2015: 25 Jahre Buschfunk. Das Fest (als Pianist und Sänger)[6]
- 2015: John Grant - Grey Tickles, Black Pressure[7]
- 2016: Danny Dziuk - Wer auch immer, was auch immer, wo auch immer (Gitarre, Dobro, Co-Produzent)[8]
- 2016: Jenny Kittmann - Großstadtblues (Klavier, Gitarre, Bass, Schlagzeug, Komponist, Arrangement)[9]
- 2017: Judith Hoersch - In dieser kalten Nacht (aus dem Film "Schneeflöckchen", Komposition, Text und Instrumente)[10]
- 2017: Melinee - Heroine (als Pianist)[11]
- 2018: Fährmann - Neunzig Liter Und Mehr (Produzent und Instrumentalist)[12]
- 2018: André Herzberg - Was aus uns geworden ist (Produzent, Instrumentalist und Komponist)[13]
- 2019: Franziska Günther - Besser wenn der Kopf nicht hängt (Piano, Harmonium)[14]
- 2020: Krazy - Seifenblasenmaschine (Gitarre)[15]
- 2022: Die 3 HIGHligen - Highlive ´22 (Produzent und Instrumentalist)[16]
- 2022: Maike Virk - Something New (Produzent, Instrumentalist, Sänger)[17]
- 2022: Corinna Pohlmann - Flavia (Produzent, Instrumentalist und Komponist)[18]
- 2023: Danny Dziuk - Unterm Radar (Instrumentalist und Co-Produzent)
- 2023: André Herzberg - Von Woanders Her (Produzent, Instrumentalist und Komponist)[19]
- 2023: Judith Hoersch - Die Türen dieser Welt (aus dem Film "Ilse", Komposition und Instrumentalist)[20]
- 2024: Dirk Michaelis - Solo Live 2024 (Mix und Produktion)[21]
- 2024: Franziska Günther - Sobald die Sonne scheint (Mix und Instrumentalist)[22]